# هيرميس (صاروخ)
هيرميس هي عائلة من الصواريخ الموجهة ذات التصميم المعياري التي تم تطويرها في روسيا من قبل KBP Instrument Design Bureau. وتمتاز عائلة هيرمس بإمكانية الإطلاق من منصات جوية (Hermes-A) أو برية (Hermes) أو بحرية (Hermes-K). ويتميز نظام هيرميس بقذيفة صاروخية متعددة المراحل، مع معزز عالي القوة وقدرة «إطلق وأنسى»، وتوجيه ليزري وبالأشعة تحت الحمراء. ويشمل نطاق الأهداف التي يمكن الاشتباك معها ليلًا أو نهارًا باستخدام نظام هيرميس: المركبات المدرعة، والمرافق والتحصينات، والأهداف الجوية منخفضة السرعة مثل المروحيات.

## النسخ

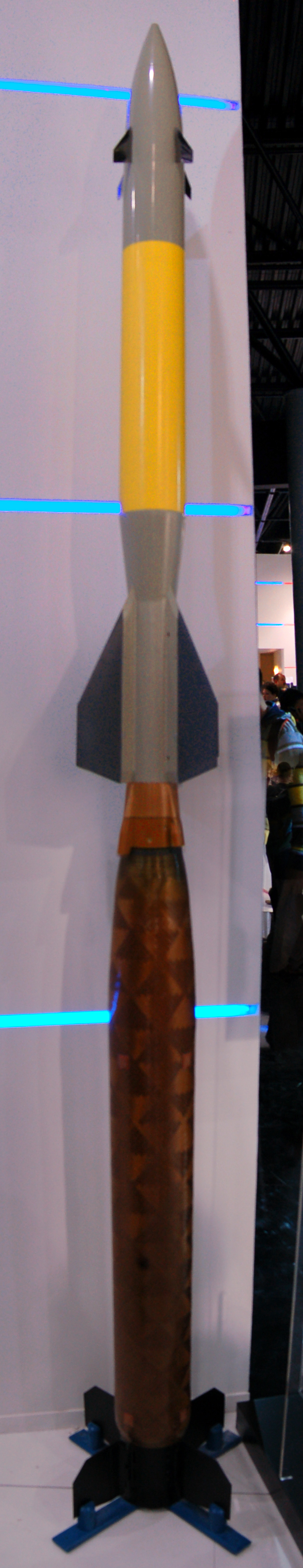

### النسخة البرية Hermes
يتكون صاروخ هيرميس طويل المدى بنسخته البرية من مرحلة معززة بقطر 210 ملم، وقذيفة مستمرة بقطر 130 ملم مع رأس حربي متشظي بوزن 28 كجم. يبلغ مدى الصاروخ حوالي 100 كيلومتر ويستخدم توجيهات القيادة اللاسلكية للوصول إلى المنطقة المستهدفة. في المرحلة النهائية من الرحلة، يتم توجيه هيرميس إلى الهدف باستخدام باحث ليزري شبه نشط. ويمكن أن تشتبك المنظومة بالأهداف السطحية والجوية. وتتكون منظومة الصواريخ البرية من ناقل متحرك (قاذفة) تحمل ما يصل إلى 24 صاروخًا، ومركبة تجديد، ومركبة استطلاع جوي، ومركز قيادة، ومركبة تحكم وسيارة صيانة. مستشعرات نظام صاروخ هيرميس تتضمن رادار توجيه صاروخي ونظامًا إلكترونيًا مستقرًا نهارًا/ليلًا مع متعقب ليزري تلقائي ثنائي القناة.
تسمح الخوارزميات الكامنة وراء بناء نظام التحكم للمشغل باتخاذ قرار سريع بشأن الهجوم والاستجابة للتغيرات في حالة القتال، مما يقلل من وقت رد الفعل الشامل للمجمع إلى بضع ثوان. وقد تم تقديم تكوين للدفاع الساحلي بنسخة ثابتة من المجمع، تشمل معدات للإدارة المعقدة وتوافق مع معيار MIL-STD-1553 لتبادل البيانات.

### النسخة المحمولة جواً Hermes-A
صاروخ طويل المدى مضاد للدروع والمنصات الطائرة منخفضة السرعة. وهو مصمم لتسليح كل من الطائرات ذات الأجنحة الدوارة والثابتة مثل كاموف كا-52 وسو-39 (وهي تسمية غير شائعة للمقاتلة سوخويSu-25TM). يتم توجيه الصاروخ عبر المنطقة المستهدفة بنظام الملاحة بالقصور الذاتي (INS)، ثم يتم توفير التوجيه النهائي بواسطة باحث ليزري شبه نشط مع نظام الكترونيات Optronic الذي يوفر تعيين الهدف.

يمكن لصاروخ هذه النسخة Hermes-A أن يضرب أهدافًا على مسافة 15-18 كم، ويتم استخدام نظام التوجيه بالقصور الذاتي لإطلاق الصاروخ في منطقة الاسحواذ على الهدف من قبل رأس التوجيه. وفي هذه الحالة، يتم استبعاد عناصر نظام الأوامر الراديوية. وتتوفر إمكانية الاستخدام على مدار اليوم من خلال نظام الكتروضوئي ليلي/نهاري مع محدد أهداف ليزري ثنائي القناة، وتتبع الهدف التلقائي مع مجموعة من القنوات البصرية (تلفزيون، تصوير حراري، محدد نطاق أهداف ليزري) يصل إلى 15-25 كم.

### النسخة البحرية Hermes-K

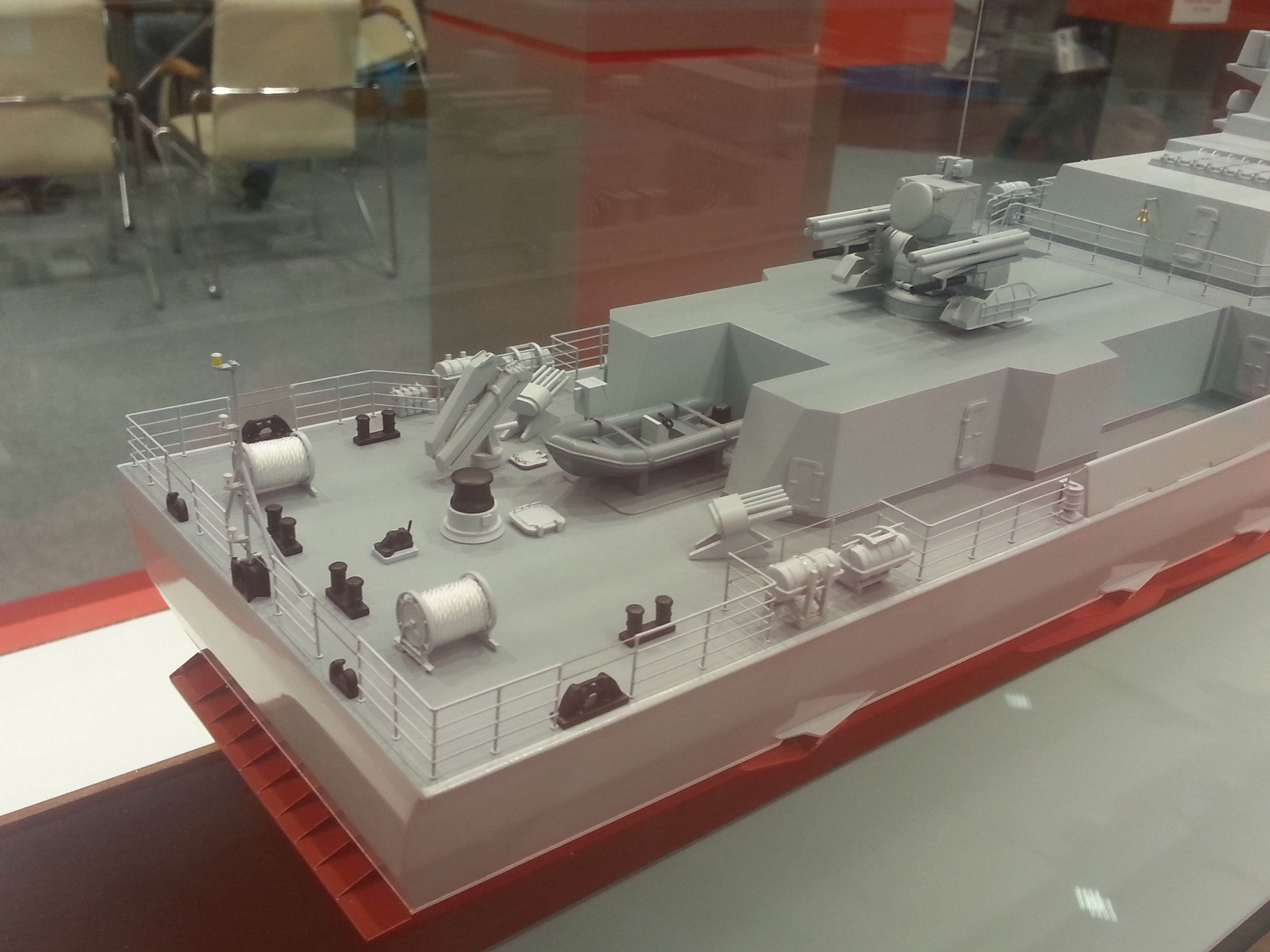
منظومة بانتسير-إم

تم تصميم هذه النسخة بغرض دمجها في بعض الفئات من سفن السطح، وذلك لحل المشكلة المتمثلة في تجهيز أنظمة صواريخ صغيرة الحجم وعالية الدقة للقوارب والطرادات وسفن الإنزال. وعند استخدام مجمع صواريخ Hermes-K على زوارق دورية صغيرة لمكافحة السفن السطحية، فمن المستحسن أن يكون مدى إطلاق النار 15-18 كم. أما عند وضعها على سفن الإنزال والطرادات -التي تواجه مهام أكثر أهمية، لا سيما مكافحة الأهداف السطحية الكبيرة وقمع الدفاع الساحلي للعدو- فيكون مدى الإطلاق من 25-30 كم على الأقل.
ويمكن لصاروخ Hermes-K الاشتباك مع الطائرات منخفضة السرعة أيضاً. ويتم توفيره بقطر 170 ملم ومدى 20 كم، وكذلك بقطر 210 ملم مع مرحلة تقوية فيصل مداه إلى  100 كم. يحمل الصاروخ رأس حربي متشظي شديد الإنفجار. ويجمع نظام التوجيه بين نظام الملاحة بالقصور الذاتي (INS) ونظام توجيه القيادة  الراديوية، بينما يعتمد التوجيه النهائي على باحث ليزري شبه نشط.

وقد تم استخدام نسخة الصاروخ هيرميس البحرية Hermes-K مع الصاروخ بانتسير 57E6 في تسليح منظومة بانتسير-إم وهي أحد أنظمة أسلحة القتال القريب.

## المشغلون
روسيا

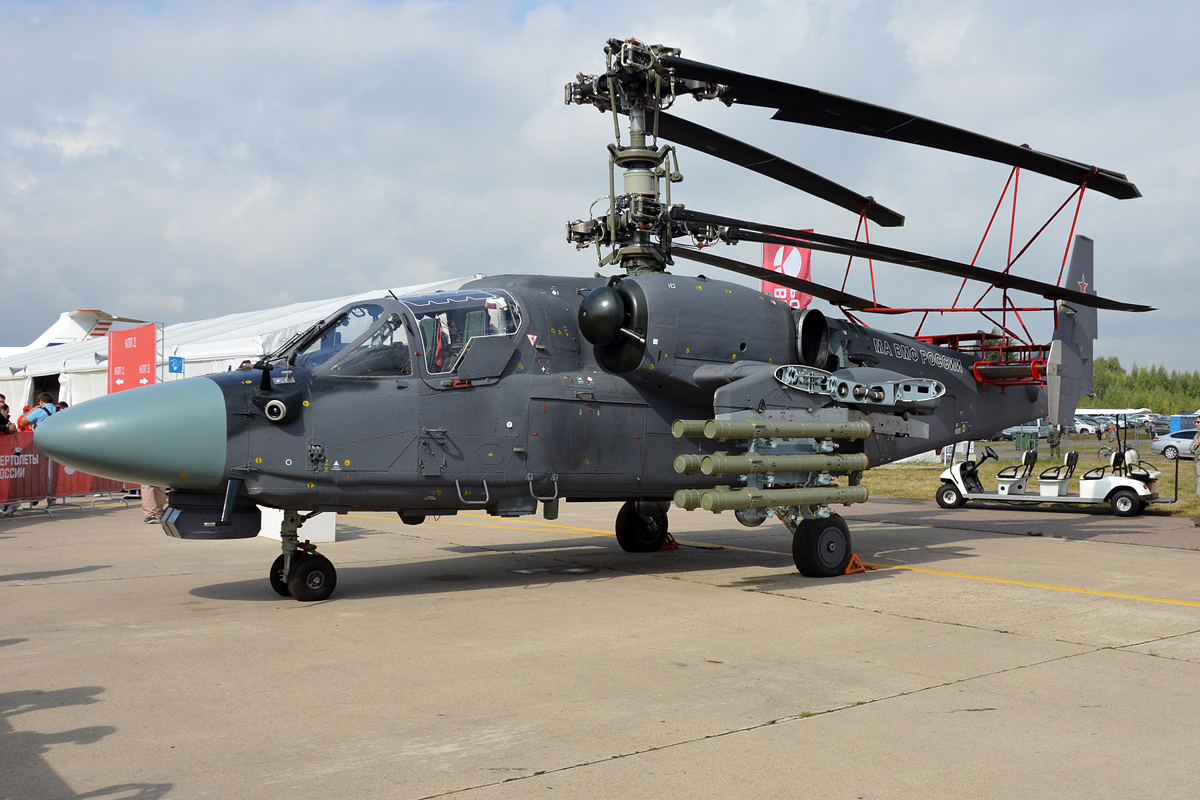
كاموف كا-52كيه "كاتران" (النسخة البحرية من المروحية كا-52)

صحيفة إزفستيا اليومية كانت قد نشرت على صفحاتها أن المروحيات الهجومية كا-52 كيه التي تم نشرها على حاملة الطائرات الأدميرال كوزنتسوف ستختبر أحدث صواريخ هيرميس الموجهة المضادة للدبابات لأول مرة في سوريا في المعركة مع التنظيمات الإرهابية.
وقالت الصحيفة نقلا عن مصدر في المجمع العسكري الصناعي الروسي «الاختبارات في بيئة قتالية ستساعد في وضع اللمسات الأخيرة على نظام الصواريخ الذي يجب أن يصبح سلاحا معياريا لطائرات الهليكوبتر العسكرية الروسية من طراز التمساح». وأضاف «لقد تقرر اختبار هيرميس في عمليات جوية -أكثر صعوبة- تحملها السفن.»

### مشغلون محتملون
مصر

تمت الإشارة بعدة مصادر إلى أن النسخة المحمولة جواً من الصاروخ هيرميس Hermes-A ، تقع ضمن أهم عناصر الباقة التسليحية للمروحيات كاموف كا-52كيه «كاتران»، والمرجح حصول مصر عليها للعمل على سطح حاملتي المروحيات جمال عبد الناصر وأنور السادات من الفئة  ميسترال.